# طلف
طلف بلدة في منطقة حمص التابعة لمحافظة حمص في سوريا. تقع جنوب غرب مدينة حماة وتبعد عنها 40 كم وعن مدينة حمص 35 كم إلى الشمال الغربي. يبلغ عدد سكان القرية حوالي 10000 نسمة وهم من التركمان والعرب السنة الذين يتبعون المذهب الحنفي. تجاورها قرية جدرين وقرية برج قاعي و قرية تلدو وقرية الغور الغربية. تشتهر بالزراعة وبطبيعتها الجميلة وتطل على سهل الحولة وعلى الطريق بين حمص و مصياف. وتقع على مفترق طرق حيث تربط محافظة حماة بمحافظة حمص وأيضا تربط هاتين المدينتان بالساحل السوري وبمدينة مصياف أيضا والمنطقة الشمالية من سوريا بلبنان.

## التسمية
القرية معروفة أيضاً بين التركمان بـ(Küçük Şam كوجك شام أي "الشام الصغيرة"). والاعتقاد أن سبب هذه التسمية أن سكانها سكنوا دمشق قبل أن يسافروا ويستقروا في قرية طلف خطأ محض . فالتسمية كانت دأب الخلافة العثمانية في تسمية القرى بأسماء تطلقها وكانت كثير من هذه الأسماء تزول بمرور الأيام وتبقى التسمية الأشيع . وقيل أن القرية كانت تنبض بالحياة والعمل وتبدو وكأنها حاضرة ما حولها فأطلق عليها هذا الاسم تكريما لها .
أما ما قيل عن تسمية القرية يعود إلى مدينة زولّف في تركيا التي قدموا منها فهذا خطأ واضح إذن أن طلـّف تكتب بالتركية Tıllıf ومن غير الوارد أن تحور الكلمة من Zülüf أو Züllüf أو من Zulluf إذ هناك فرق كبير وواضح بين اللفظين .

## الموقع
تطل القرية على سهل الحولة، وعلى امتداد سد الرستن الذي ينتهي عند حدود القرية، وإلى الشرق بمسافة خمسة كيلو متر شرقي الحولة من الطريق بين حمص ومصياف.

## أنشطة القرية وسكانها
تشتهر القرية بالزراعة ومشتقات الحليب وبالأخص (القشدة) وبطبيعتها الجميلة ونسبة المثقفين في ازدياد فمنهم أطباء ومهندسين ومدرسين في الجامعات وقد هجرت النسبة المثقفة فيها اللغة التركمانية بينما حافظت عليها العائلات الأقل تعليماً ما يوحي أن اندثار اللغة التركمانية آت لا محالة. توجد في القرية عدة مدارس لجميع المراحل ومركز خدمات اجتماعية وفيها بلدية ترعى شؤونها الخدمية المتدنية كون القرية تعاني من التهميش من قبل الحكومات البعثية المتتالية.
تعاني القرية من مشكلة مزمنة وهي الجسر الذي يربط القرية بالأراضي التي تقع جنوب القرية فهو غير صالح إلا لمرور الأشخاص والدراجات و لا يمكن مرور السيارات ما يؤدي بالمزارع أن يقطع مسافة حوالي 8 كيلو متر من أجل زراعة أرضه التي تبعد عدة أمتار جنوب النهر.